# پترسون (جورجیا)
پترسون، جورجیا (به انگلیسی: Patterson, Georgia) یک شهر در ایالات متحده آمریکا با جمعیت ۶۲۷ نفر است که در جورجیا واقع شده‌است.

## موقعیت جغرافیایی
موقعیت جغرافیایی شهرها و مناطق اطراف به شرح زیر است: